# ゲルハルト・ボッセ
ゲルハルト・ボッセ（Gerhard Bosse, 1922年1月23日 - 2012年2月1日）は、ドイツの指揮者、ヴァイオリニスト。日本では、聴衆に馴染みの薄い前古典派や古典派の管弦楽作品の魅力を紹介し、若い才能を発掘するなどの功績を残した。日本では、ボッセの名前に関する片仮名表記は一般的に「ゲルハルト」が用いられているが、ドイツ語での本来の発音は「ゲアハルト」の方が近い。

## 略歴

### 幼少期
1922年、ライプツィヒの東に位置するヴルツェン（ドイツ語: Wurzen）に生まれる。
ボッセの母は骨盤の幅が狭く難産の傾向があった事から、ボッセが産まれる前に一男一女を亡くしていた事もあり、ボッセを出産する際には、大事を取って当時はまだ新しい医療技術であった帝王切開で行われた。父は、ボッセが誕生した喜びのあまり、1922年1月24日付のヴルツェン新聞の告知欄に「力強い嫡男の誕生を、感謝に溢れる喜びの中、告知する次第です」と掲載した程であった。その後、年子の弟も帝王切開で産まれ、ごく幼い頃のボッセは体格も似通っていたため双子と間違われる事も多かった。
1924年、グライツへ転居。2歳から音楽大学入学までグライツで家族と暮らし、その後も演奏会の折や両親の家を訪ねる度にグライツへ帰っていたため、ボッセ自身はグライツ出身と感じていた。1928年、父よりヴァイオリンの手ほどきを受ける。最初の2人の子を難産で亡くし、やっと元気で生れてきたボッセを母は可愛がって大切に育て、「勉強しろ」とは一度も言わず、ヴァイオリンと読書に熱中していると「いい加減にしなさい。身体を大事にしないと」と心配する程であった。
父は住居で近所の子供たちに金管楽器、ヴァイオリン、チェロなど楽器を教え、アマチュアオーケストラも主催していた事から、幼いボッセは父のレッスンを机の下に潜り込んでいつも聴いていた。クリスマスが近い頃、父が近所のパン屋の息子のため用意した小さなヴァイオリンを届けようとしたところ「それは僕のだ」と5歳のボッセが泣きじゃくったため、パン屋の息子には別のものを用意し、その楽器は家に置いておいたところ、年が明けた1月23日の誕生日に父がオルガンで誕生日のコラールを弾いた際、6歳のボッセは探りさぐり指板を抑え、そのオルガンに合わせて弾く。しばらくした頃、家の近くを通る蒸気機関車の音を聴いたボッセから「昨日はGだったのに今日は半音低いFisだった」と音階を報告された父は、ボッセにヴァイオリンのレッスンを開始。6週間後には、初めて父と一緒にイグナツ・プライエルの二重奏を演奏。一時期、なぜかチェロをやらせたがった父の勧めに従い、ボッセは8か月程チェロに取り組むも、やはりヴァイオリンが好きでチェロはやめた。
1929年、ゲーラにおけるコンサートマスターであるカール・ゲルナーに師事。1936年、ライプツィヒ・ゲヴァントハウス管弦楽団の第1コンサートマスターである教授のエドガー・ヴォルガント（ドイツ語: Edgar Wollgandt）に師事。1932年、10歳の誕生日にグライツの聖マリア市教会で最初の公開演奏会を行い、ヴァイオリニストになる事を決意。

### 戦時下
1939年、グライツのオルガン奏者アルフレート・ショイフラーとドイツ国内ツアーを行う。1940年、試験のアビトゥーアを受け、同年には軍病院での勤労奉仕も行う。1941年、ライプツィヒのザクセン州立音楽院に入学しヴァルター・ダヴィッソン（ドイツ語: Walther Davisson）にヴァイオリンを、ヨハン・ネポムク・ダーフィトに音楽理論を、エドガー・ヴォルガントにオーケストラスタディを師事。同年、音楽院オーケストラの第1コンサートマスターとなる。音楽院在学中だった1942年、ゲヴァントハウス管弦楽団の代用メンバーを務め、ゲヴァントハウス管弦楽団「アルトゥール・ニキシュ没後20周年記念演奏会」に参加。
第二次世界大戦中は、戦地から復員した弟の助言に従い、数日間洗わず悪化させたニキビ面で最初の徴兵検査を受け不合格となるも、ニキビは更に悪化して化膿しはじめたため街の皮膚科へ行った際、注射器で膿を抜き取ろうとした医者が、手前に引くべき注射器のピストンを誤って押した事で、膿が細菌と共に血液に入り、背中から胸一面にニキビが広がって化膿し長く入院生活を送る事となるが、その皮膚炎によりボッセは何度も徴兵制度を免れる。皮膚炎での入院生活の為、それまで兵士として戦闘に参加する事は無かったが、故郷に近いリンツにおいて当時ドイツ語文化圏で第一級の演奏団体の一つだったオーケストラであり、アドルフ・ヒトラーが第三帝国の交響楽団として1942年に改編したリンツ・ブルックナー管弦楽団とも、音楽院でボッセが師事していたヴァルター・ダヴィッソンが良い関係を持ち続けていた事もあり、「これまでは、皮膚病を理由に何度も徴兵検査を免れてきたボッセも、戦況の悪化により無事では済まないかも」と考えたヴァルター・ダヴィッソンから、リンツ・ブルックナー管弦楽団のオーディションを受けるよう1943年に勧められる。知らせを受けたとき、ボッセは国防軍の巡業で弦楽四重奏団を組みユーゴスラビアを廻っていたが、巡業を終えた7月に直接リンツへと向かう。
当時ヒトラーは、リンツに放送センターを創る事を計画しており、文化の一大拠点として音楽大学や劇場を併設し、ヨーロッパ中に帝国の威信を示す計画に相応しいオーケストラを創設するため、ドイツ中の放送交響楽団のトップメンバーを集め、加えてドイツ国内から優秀な音楽学生をオーディションで選抜して加える構想だった事もあり、とても厳しい2度の選考が行われたが、合格し最終的に選ばれた5名の一人として9月から正式に団員となり、ヴァイオリニストとして在籍。朝に練習を済ませる事が習慣となっていたボッセは、宿泊したホテルで練習していた際に同僚から眠れないという意思表示を暗に示されるが、1943年当時のリンツ音楽院声楽科の教授がヴァイオリンも演奏する人物で、ボッセの置かれた状況を理解し、試験も無しに入学を許可した事で、リンツ音楽院に声楽専攻として形式上の入学をする事ができ、静かな環境で朝7時から練習できる場所を確保。当時は、フェリックス・メンデルスゾーン、ヘンリク・ヴィエニャフスキ、フレッシュ・カーロイ、グスタフ・マーラーなどユダヤ人の音楽家、非ゲルマン的な音楽家とみなされたイーゴリ・ストラヴィンスキー、バルトーク・ベーラ、パウル・ヒンデミットなどの楽曲は禁止とされ、多くの著名なユダヤ人演奏家がドイツのオーケストラから追放されていた事もあり、フレッシュ・カーロイの直弟子の楽員から奏法を伝授されるなど、全国から集まってきていた楽員仲間を通して、ボッセは初めて様々な楽派の演奏解釈の観点を学ぶ。1944年、リンツ・ブルックナー管弦楽団の首脳部から、ヴァイオリン奏者のラインホルト・バルヒェットと共に、首席奏者や次席奏者以外としては最初で最後のソリストとして抜擢され、ルイ・シュポーアの二つのヴァイオリンの協奏曲を演奏し、初めての放送用の録音を行う。
最初の1年は、演奏会も放送のための録音も無いリハーサルのみという贅沢な訓練期間が設けられたため、極めて水準の高いアンサンブルを誇るオーケストラが誕生。ゲオルク・ルートヴィヒ・ヨッフムが常任指揮者となり、ラントシュトラーセ（ドイツ語: Landstraße (Wien)）にある商業者団体の会館で演奏会は行われ、ときどき聖フローリアン修道院でも演奏会が行われた。客演指揮者にはヘルベルト・フォン・カラヤン、オズヴァルト・カバスタ、ヨーゼフ・カイルベルト、ハンス・クナッパーツブッシュ、カール・ベームといった錚々たる顔ぶれが招かれたため、ボッセには戦争で中断された学業を補って余りあるものとなる。リハーサルでは、団員らの前で客演指揮者のカール・シューリヒトに、演奏を褒められた事もあった。アルベルト・シュペーアとその部下数百人に聞かせる演奏会では、客演指揮者のヴィルヘルム・フルトヴェングラーとブルックナーの交響曲第9番を演奏した事もあった。
1945年、ニコ・ドスタル（ドイツ語: Nico Dostal）、ペーター・クロイダー（ドイツ語: Peter Kreuder (Komponist)）らとオーストリアでラジオ放送のためのコンサートを実施。

### 戦後
戦後は強制収容所で一時期、捕虜として生活。戦時中の約2年間在籍したリンツ・ブルックナー管弦楽団の解散に伴い、故郷であるグライツへ帰り、両親の下へ身を寄せる。
新設されたヴァイマール放送局が、若い音楽家を募集していると新聞で知り、ヴァイマルへ向かいオーディションを受ける。当時、ヴァイマル国民劇場の音楽監督だったヘルマン・アーベントロートが演奏を聴いて、自分の楽団の第3コンサートマスターとして来ないかと勧められるも「一番前で弾く事しか考えておらず眼中に無い」と宣言。他の者から、第1コンサートマスターとして弾きたいなら、放送局の小オーケストラのポジションもあると教えて貰い、楽団や仕事の内容も知らず喜んで引き受け、1946年にヴァイマール放送局小放送交響楽団の第1コンサートマスターとなる。娯楽音楽の番組で生放送される演奏の仕事を、予想外の仕事と思いつつ約2か月行う。フランツ・リスト・ヴァイマル音楽大学の学長・ヴァルター・シュルツ（ドイツ語: Walter Schulz (Cellist)）がこの放送を聴き、1946年3月付けで、ヴァイマル音楽大学の講師に採用される。
音楽大学に戻って勉強を続けたかったが、ドイツ全土が焦土と化し、ライプツィヒの母校は爆撃で破壊され、教授陣も散り散りになったままという状況なため、すぐに授業が再開できる唯一の音楽大学がヴァイマル音楽大学であった事に加え、教える事が元々好きだったボッセは職務に励む。室内楽を中心とした演奏活動も再開。ドイツ全土から同じような事情で終結した教授たちは、優れた演奏家でもあったため、その教授らと共演する様々な編成での室内楽の演奏も活発に行われた。ヴァルター・シュルツもメンバーの一人であり、第1ヴァイオリン奏者であるハンス・ラーダーシャットの名を冠したラーダーシャット弦楽四重奏団の第2ヴァイオリンも、ボッセは務める。ヴィオラのエルンスト・ヘーニッシュもおり、彼とはデュオを組み多くの演奏会をした。
ドイツ各地の音楽大学が次々に再開されると、これら教授たちも本来所属していた大学へ帰り始めたので、ボッセはヴィオラのクラスも引き受け、ますます忙しくなった。24歳だった1946年、ヴァイマル音楽大学の講師となり、ラーダーシャットが引退したためラーダーシャット弦楽四重奏団をボッセ弦楽四重奏曲と改名した上で第1ヴァイオリン奏者として率い、第2ヴァイオリン奏者にはルドルフ・ブープを新たに迎えた。並行して、ピアニストのヴィルヘルム・ゴンナーマンとのヴァイマール・ピアノ・トリオの活動も開始。
1947年、その年創設されたフランツ・リスト国家賞をめぐって、ヴァイオリン部門でボッセが、ピアノ部門でクラウス・シルデ（ドイツ語: Klaus Schilde）が最後まで残ったが、賞を分けるわけにはいかないという意向と最初のリスト賞はピアニストに授与されるべきだという意向が審査員たちに働き、シルデが賞を受賞した事で、実力以外にいくつもの事情が審査に介入するコンクールというものの実態を知ったボッセは、その後二度とコンクールを受けなくなった。
戦後しばらくは、まだ東ドイツと西ドイツの往来が比較的自由に出来ており、ボッセが勤務するヴァイマル音楽大学と、西ドイツのベルリン音楽大学の交流演奏会も行われており、1947年から1948年にかけての冬には学生を代表して、声楽科からはディートリヒ・フィッシャー＝ディースカウ、ピアノ科からはルートヴィヒ・ホフマンの2人が演奏会に登場し、まだテノールのように高音域に響きのあるフィッシャー＝ディースカウの歌声に、「あれはいった何なんだ」「百年に一人の声だ」とヴァイマル音楽大学声楽科の講師が驚きのあまり立ち上がりそうになり中腰になる程であり、ボッセも生涯の中で最も印象に残る演奏のひとつとなった。
1949年、ヴァイマル音楽大学の教授に就任。同年、ヴァイマル音楽大学の当時まだ大学生だった教え子と結婚。結婚して2か月あまりの同年5月、学長から呼ばれ教授就任の辞令が下る。1950年、長男が誕生。
1951年、復興したライプツィヒ音楽院に招聘され、同時にヴァイマルのオーディションでのボッセの演奏を覚えていたアーベントロートから望まれ、当時アーベントロートが率いていたライプツィヒ放送交響楽団第1コンサートマスターに就任。一家でライプツィヒに転居。ライプツィヒ音楽院管弦楽学科と室内楽マスタークラスにおける主任教授に就任。ボッセ弦楽四重奏団での活動や、ピアニストのギュンター・コーツやチェリストのフリーデマン・エンベンとの室内楽活動も行い、ベルリン芸術祭におけるコンクールの審査員を務める。同年、長女が誕生。
1952年、ボッセ弦楽四重奏団およびソリストとしてプラハの春音楽祭に客演。同年、ヴィエニャフスキ国際ヴァイオリン・コンクール審査委員となる。1955年、恩師であるヴォルガントの跡を継いでゲヴァントハウス管弦楽団第1コンサートマスターに就任し、フランツ・コンヴィチュニー、ヴァーツラフ・ノイマン、クルト・マズアらの下で在任。ゲヴァントハウス弦楽四重奏団（ドイツ語: Gewandhaus-Quartett）をクルト・シュティーラー教授より引き継ぎ、第1ヴァイオリン奏者を務める。ヘンリク・シェリングがゲヴァントハウスに客演した事もあった。

### ゲヴァントハウスの団員時代
1955年、ライプツィヒ放送交響楽団において、カール・ズスケに対しボッセには納得できない人事が決定。新しい楽員採用のオーディションで、ボッセの愛弟子であるズスケが一番良い成績だったにもかかわらず、彼のように優秀な人材はすぐに西ドイツへ亡命してしまうだろうという理由で落とされる。承服しかねたボッセはオーケストラ側に訴え、指揮者のアーベントロートにも問いただすが、理解を得られず抗議して辞職。それを聞きつけたコンヴィチュニーから空席となっていた第1コンサートマスターのオーディションに誘われ、ゲヴァントハウス管弦楽団に誘われた。オーディション会場にはコンヴィチュニー、首席チェリストに加え2名の出席者がいるだけで、弾き始めたと思ったら「もういいよ。何か飲み物でも取りに行ってらっしゃい」とコンヴィチュニーに遮られ、10分足らずで形式的なオーディションは終わり採用され第1コンサートマスターに就任。同楽団の伝統に従って、ゲヴァントハウス四重奏団の第1ヴァイオリンのポジションも兼任。コンヴィチュニーはボッセを「私の右手」と呼び信頼を寄せた。コンヴィチュニーとは私生活でも親交があり、飲酒癖があるコンヴィチュニーをボッセが気遣う場面も多かった。
ハンス・クリスチャン・バルテル（英語: Hans-Christian Bartel）は若い頃から双極性障害を抱えており、信念を曲げてまで、上辺を取り繕う事を潔しとしない性格で、時に率直すぎる物言いが、バルテルの人生を困難にしており、ツヴィッカウで音楽院の講師をしていた際には、党の思想的方針に従わない要注意人物として目を付けられ、オーケストラに応募しても返信された招待状をツヴィッカウの指導部幹部が握り潰してしまう状況に陥り、オーケストラ奏者としての活動は禁止され四面楚歌となった事で、ボッセに助けを求め電話する。ゲヴァントハウスに党の指導部が無かった事も幸いして、1週間後に予定しているヴィオラ奏者のオーディションを受けろとボッセは強く勧め、1958年3月にバルテルは採用され、1年後には首席奏者となり、作曲の自由も手に入れた。住まいの毎日通る場所には父親のような友であるボッセの写真を飾る程で、鬱に陥り苦しい時には、よくボッセに電話をかけ、延々と続く話を時に相槌を打ち、時に励ましの言葉を掛けて貰う関係であり、ボッセが亡くなった後にはボッセの妻である美智子に長時間の電話を掛けていた。
1961年、フランツ・コンヴィチュニー率いるゲヴァントハウス管弦楽団とともに初来日し、第4回・大阪国際フェスティバルに出演。1961年に初来日した際には、日本の音楽学生やマナーの良い聴衆を高く評価しており、それからの来日回数は非常に多く、コンサートマスター、指揮者、弦楽四重奏、教育者と、ヴァイオリニスト以外の活動も多彩かつ熱心であったため、日本のオーケストラへの客演も数多く行う。1962年6月22日、フランツ・コンヴィチュニーの指揮でブランデンブルク協奏曲全曲を演奏。同年、次男が誕生。
1963年、ゲヴァントハウス・バッハ管弦楽団（ドイツ語: Bachorchester zu Leipzig）を創立し、リーダーを兼ねソリストを務める。同年3月3日、36歳だった妻は4人目の赤ちゃんを出産する際に常位胎盤早期剥離による失血死で母子共々亡くなる。ボッセ41歳、長男12歳、長女11歳、次男は1歳の1日前であった。ボッセがゲヴァントハウス在任中の32年間で休んだのは、妻の死を知ってなお病院から車を飛ばし演奏会場へ向かうも間に合わなかったこの日と、60歳頃に肺炎で寝込んだ時の計2回だけであった。1964年には、ゲヴァントハウス弦楽四重奏団として来日。
妻亡きあと、母方の祖母、叔母などが交代で子供らの面倒を見に来たが問題の根本的解決とはならず、1965年、ウルズラ・ゲルスドルフと再婚し2度目の結婚となり、ウルズラの子供2人を加えた家族となる。ウルズラと再婚する際、ボッセの両親による猛反対を押し切って再婚したため、ボッセは父親から勘当されたも同然の状況となった。ウルズラは元々、頭も飛び抜けて良いうえ「一度始めた事は決して投げ出さずにやり遂げねばならない」と教員だった父親から厳しく躾けられ育ったため、自身が優秀だからこそ達成できたレベルを、自身の2人の子供とボッセの子供たちにも要求。子供らは急に兄弟だと言われても齟齬をきたす事が多かったうえに、ウルズラの厳しい教育方針が子供らの反発を招き、特に長男は反抗心が日に日に募り、事あるごとにウルズラと怒鳴り合う大喧嘩を繰り返すようになり、3歳だった次男は、躾が耐え難く、唯一頼れる存在であるはずの父親は仕事一筋で家庭を顧みる時間はほとんど無く、演奏旅行でボッセが不在の日に、お仕置きとして暗い地下室に閉じ込められた恐怖がトラウマとなり、16歳で家を出る結果となる。その一方、ウルズラは優秀な事務能力を評価されゲヴァントハウスの事務局で働いていた事もあり、この一家が大きく崩れることが無かったのは、家庭を切り盛りするウルズラの手腕に負うところが大きく、家族が増えた事で一回り大きな家を探していた際には、住んでいた一家が次の入居先を見つけられず立ち退けなかった売物件を、持ち前の交渉力を駆使し彼らに新しい入居先を見つける事で解決した程であった。
1968年、ヨハン・ゼバスティアン・バッハ国際コンクールの審査委員になる。1977年、ゲヴァントハウス弦楽四重奏団第1ヴァイオリンの座をカール・ズスケに譲る。1978年、自身が創設したゲヴァントハウス・バッハ管弦楽団として来日し、日本ツアーを行う。1980年、日本テレマン協会での指導と、不定期演奏会「ボッセ・セレクション」を開始。1981年、完成した新たなゲヴァントハウスにおいて、ゲヴァントハウス・バッハ管弦楽団としての最初の火曜コンサートを行う。1985年、ハンス＝ヨアヒム・ロッチュ指揮によるゲヴァントハウス管弦楽団が、トーマス教会少年合唱団とのマタイ受難曲において、第1回のザ・シンフォニーホール国際音楽賞を受賞。
1987年、ゲヴァントハウス管弦楽団第1コンサートマスターを退任。退任記念特別演奏会として同年6月14日にゲヴァントハウス管弦楽団、6月22日にゲヴァントハウス・バッハ管弦楽団とのフェアウェルコンサートを指揮。

### 死別と再婚
1988年、日本で通訳として同伴した菅野美智子（）がライプツィヒを訪れた際には家に泊め、ボッセとウルズラは何かと世話を焼き、もてなす。1990年、新日本フィルハーモニー交響楽団で初の客演指揮を行う。同年、ウルズラが進行した乳癌にかかっている事が判明し、東京藝術大学から客員教授として招聘したいという1度目の打診があったが断る。1992年5月、美智子やウィーンに移り住んでいた野村三郎夫妻がウルズラを見舞う。2年足らずの闘病を経て同年7月7日、長女が勤務する病院でウルズラ・ボッセが、がんにより66歳で亡くなる。その年のクリスマス、ボッセはウィーンにある大学の研修所を運営していた野村三郎と過ごす。ボッセと野村は両人とも、長年ボッセの通訳を務め、その誠実な人柄を深く信頼してい菅野美智子を、ボッセの再婚相手にと考える。
美智子は、ボッセからの求婚に驚くも承諾。1993年9月、美智子と再婚し3度目の結婚となる。ウルズラと共に夫婦として関係を築いてきた日本の友人の中には、ウルズラの死後、あまり間を置かず再婚したボッセをあまり快く思わなかった者もいた。妻となった美智子には、彼女無くしてボッセの音楽活動や教育活動での活躍は考えられないと言われる程、公私両面で支えられる。

### 日本時代
1994年4月、東京藝術大学から招かれヴァイオリン客員教授に就任して後進を育成し、同大学の室内オーケストラ正指揮者にも迎えられ、2000年まで務めあげる。客員教授就任に伴い、4月から日本へ永住する準備の際、階段から落ち怪我を負う。そのリハビリは、「ボッセ先生を見習いなさい」と医者が他の患者に言い病院の模範とされる程、真剣に取り組む。同年4月から東京に在住し、東京藝術大学音楽学部の外国人官舎で美智子と共に通算7年暮らすが、引っ越して来たばかりの時にはフランシス・トラヴィス、アルダ・ノーニもおり、ミュンヘン音楽・演劇大学からはクラウス・シルデやパウル・マイゼン、フライブルク音楽大学からは、ヴォルフガング・マルシュナーが後に官舎の住人となったが、彼ら隣人たちともすぐに打ち解けた。
ボッセは元々、日本に親近感を持ち、日本料理も好きだっため、御節料理にもたちまち馴染み、日本の生活様式にも、ときに驚き戸惑いながらも、あっという間に溶け込む。妻の美智子は、街中がスピーカーの音量を上げた安っぽいクリスマス・ソングや、趣味の悪いクリスマスツリーの飾り物であふれかえり、ホイップクリームや作り物のヒイラギの葉などでゴテゴテ飾り付けられ、26日には用済みとなって値引きされるケーキなど、ドイツでの12月とあまりにも違う日本の12月は好きでは無いが、ボッセもコンサートホールの演目が第9一色になる日本のクリスマスについては「第9は一生の間に何度も弾くような曲ではない。それほど崇高で深遠なルートヴィヒ・ヴァン・ベートーヴェンの思想が表現された、演奏者にも相当な覚悟が求められる作品」「演奏者が、真剣に虚飾を廃し、真正面から向かっていかなければ真の姿に迫れない芸術の中の芸術」という思いゆえに、十分とはとても言えないリハーサル時間の中で上っ面だけをなぞった第9が日本中に溢れ、第9だらけになっている状況を憂いていた。
ウルズラとは毎日いがみ合う日々だった3人の子供は、父が演奏旅行で不在がちなため新しい弟妹との関係も難しく、長男は遠方の大学を選んで学生寮で暮らし、卒業と同時に結婚したが、美智子と再婚すると子供たちはまた足繁く父を訪ねるようになり、最初の妻との3人の子供と、ウルズラの連れ子2人の、ちょうど真ん中に位置する年齢で、尚且つ頼りないドイツ語しか話せない美智子とは、緊張関係の生じようも無かった。長男は、日本で暮らすボッセの下へも何度も訪れ、3000回以上の演奏会の数、共演した百数十人の指揮者の数など、ゲヴァントハウス引退までのボッセの演奏会資料をデータ化して印字し、私家版の本にまとめあげた
1997年、ゲヴァントハウス管弦楽団において客演指揮を行う。同年、日本大学カザルスホールにおいて、ヨハン・ゼバスティアン・バッハからベートーヴェン交響曲第1番までの音楽史の重要な時代をたどる、全20回の新日本フィルハーモニー交響楽団との演奏会「ゲルハルト・ボッセ休日のオーケストラ」を開始。曲目は、バッハの息子たちの管弦楽曲やフランツ・ヨーゼフ・ハイドンやヴォルフガング・アマデウス・モーツァルトの中期の作品など、音楽史で前古典派から古典派にあたり、時代や地域の文化的背景との結び付きが強く、作曲家個人の音楽様式を本当に理解していないとその魅力をオーケストラや聴衆に伝える事が出来ないため、日本のオーケストラはめったに演奏しない選曲であった。
1994年に初めて神戸市室内合奏団を指揮したボッセは、1998年に同合奏団の首席指揮者に就任し、神戸市演奏協会に所属。同年、ゲヴァントハウス管弦楽団において2度目の客演指揮を行う。同年には、藝大フィルハーモニア管弦楽団の演奏会で、かつてフランツ・リスト国家賞を巡って競ったシルデと共演し、互いの音楽観の理解を深める。1999年、アフィニス夏の音楽祭に初めて参加。
2000年4月、神戸市室内合奏団の音楽監督に就任。同年、新日本フィルハーモニー交響楽団の首席客演指揮者となる。2000年、東京藝術大学初の名誉外国人教授に就任。2002年、東京藝術大学を退官。新日本フィルハーモニー交響楽団のミュージック・アドバイザーに就任。同年、新日本フィルハーモニー交響楽団とのベートーヴェン楽曲演奏会を実施。
2002年4月、数年前に患った軽い脳梗塞の原因が不整脈にある事も解ってきていた時期で、ボッセは心臓ペースメーカーを埋め込む手術を受ける。80歳を過ぎてからは骨折を繰り返し、その度リハビリに取り組む。
2004年、東京藝大チェンバーオーケストラの指揮者に就任。2006年、東京藝大チェンバーオーケストラとのヨーロッパ・ツアーを実施。2007年、神戸国際芸術祭を指揮。2009年、ジャパンアカデミーフィルハーモニックの音楽監督に就任。
いつしか大腸癌が身体を蝕み、2009年夏には北海道で静養するも、体調は次第に悪化。2011年、ゲヴァントハウス管弦楽団より元団員としては1924年のユリウス・クレンゲル以来となる名誉団員の称号が贈られる。亡くなる前年の12月9日に行われた神戸市室内合奏団定期演奏会演奏会では、大腸癌による痛みが激しくなり、身体も思うように動かなくなり、妻の美智子に手を引かれ時間をかけ指揮台に着く状態であり、これがボッセにとって最後の演奏会となった。病状の悪化を知り高槻市の自宅を訪ねた野村に、身動きもままならないボッセは、かすかに右手を振り、野村からは「90歳の誕生日を一緒に過ごせて嬉しいよ」と励まされる。2012年2月1日、大腸癌のため大阪府高槻市の自宅で死去。90歳であった。

### 没後

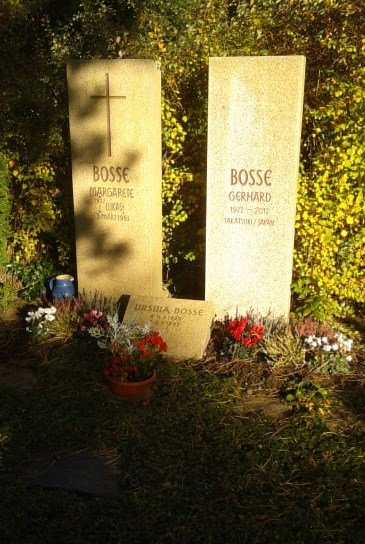
ライプツィヒにあるボッセと妻の墓

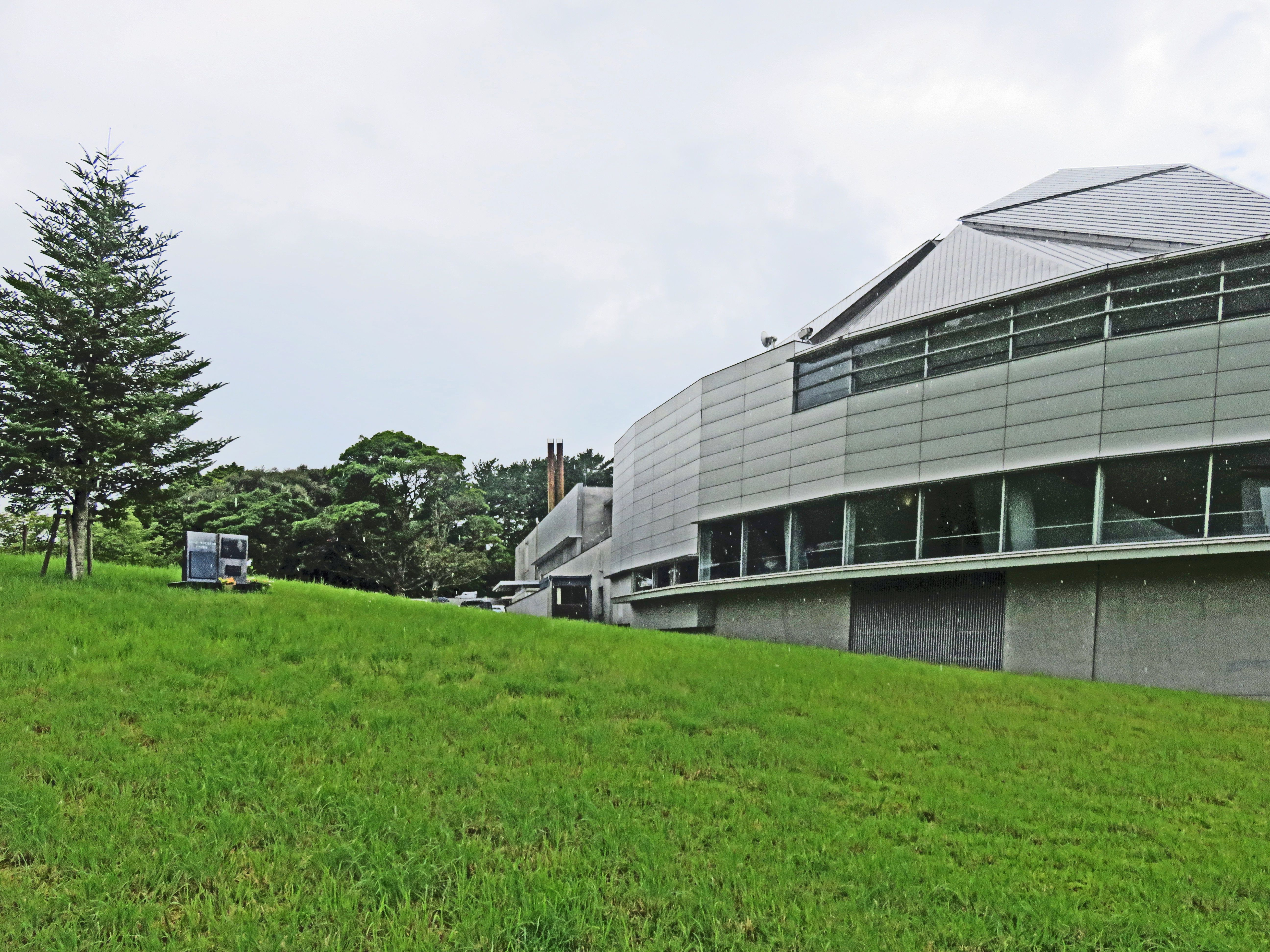
みやまコンセールにあるボッセの記念碑

葬儀や告別式は、妻の美智子が喪主となり家族のみで行われ、お別れの会が後日行われた。同年4月14日、神戸文化ホールにおいて神戸市室内合奏団特別演奏会「生涯を音楽に捧げた故ゲルハルト・ボッセ音楽監督とのお別れの会」が開催され、7月29日には、第33回・霧島国際音楽祭において「ゲルハルト・ボッセ名誉音楽監督追悼特別コンサート」が、みやまコンセールで開催され、2013年6月9日には、東京文化会館小ホールにおいて「ゲルハルト・ボッセメモリアル・コンサート」が開催された。
妻の美智子は、その後ボッセが音楽監督を務めた神戸市室内管弦楽団においてミュージック・アドバイザーを務めており、2014年秋から大阪文学学校に学生として2年間在籍した際には、ボッセに関する随想集『雨の歌 ゲルハルト・ボッセ、その肖像のための十八のデッサン』を書き上げ、2019年に出版している。

## 経済状況
東ドイツ時代、1969年における日本での演奏旅行の契約書は、弦楽四重奏団で1か月あまり滞在し17回の公演をこなす、ろくに自由時間も与えられない厳しいスケジュールにもかかわらず、帰国後に国営の音楽事務所に全報酬の半分以上を手数料として支払った残りの金額は、ひとり1日28ドルあまりの報酬でしかない内容であった。ゲヴァントハウス・バッハ管弦楽団を率いてカーネギー・ホールで独奏と指揮を担当した際の出演料は450マルクしか無く、それでも音楽家たちは東ドイツ国外に出られるので文句を言えず仕事をこなしていた。東ドイツ国外では東ドイツでは手に入らない、生活に必需品を買うことができた。ホテルの部屋ではインスタントラーメンを食べ、地下鉄にも乗らず歩くなど、みな、わずかな日当を節約して少しでも買い物にまわそうとし、家族や親戚たちに医薬品、衣類、歯科治療用の金まで求め、短い自由時間にもかかわらず買い物リストを手に走り回っている楽員もいた。
西ドイツの友人から、ゲヴァントハウス・バッハ管弦楽団は世界で最も高い契約金が支払われている演奏団体の一つであるため、なかなか呼べないと聞かされ、自身が受け取っている金額から考えると、そんなはずはないと不思議に思っていたが、ある演奏旅行中、同行していた国営音楽事務所の職員が、国境の検問の係員に見せていた書類の契約金額をボッセはたまたま通りがかったとき目にし、西のドイツマルクで一人3万マルクという数字を見て目を疑う程であった。
録音の報酬も、印税などは一切支払われず、現役時代の録音は全て、録音した時点で出演料として受け取った金額に対してサインをさせられ、それで終わりであった。ドイツ再統一後、昔のレコードから旧西ドイツの会社が制作したCDが次々と出回ったが、それについても演奏者には音沙汰無しで、統一後のどさくさに紛れて著作権なども西側のレコード会社に移されたため、ボッセは「せめてサンプルくらい送ってこい」と不快感をあらわにした事もあった。
ベルリンの壁崩壊と東西ドイツの統一により、通貨も物価も変わり、大学教授の国家公務員として算出されていたボッセの年金は、国が無くなったからという理由で微々たるものになった。老後の蓄えを、西のドイツマルクへ引き換える際も、現役の若い世代のため引退した年金世代は我慢して欲しいという理由で、かなりの額を断念させられた。美智子と結婚した時、ボッセの年金は月2000マルクであり、日本で暮らすようになってからは「東京に来て、自分の仕事が生まれて初めて正当な報酬で評価された」と喜んだ。

## 霧島国際音楽祭
1969年（昭和44年）、熊本で行われたゲヴァントハウス弦楽四重奏団の演奏会において、後に霧島国際音楽祭の創設メンバーとなる鹿児島短期大学の教授・野村三郎と出会う。
1975年（昭和50年）11月、ゲヴァントハウス管弦楽団演奏会で訪日し鹿児島県へ来た際、野村と再開。野村の家に招かれた際、野村が鹿児島オペラ協会や鹿児島交響楽団の発足に携わり、水準の向上に悩んでいる話を聞かされる。野村に鹿児島県の人口を質問し、約50万人と教えられたボッセは「鹿児島県で講習会を開催し、私が指導するのはどうだろう。但し妻のウルズラと一緒にだけどね」と提案し、ぜひ学生たちを指導して欲しいと野村から依頼され、鹿児島県で夏休み期間中に行う事に同意。社会主義国において、夫婦揃って出国する事は亡命に繋がりかねない難しい問題であるため、ボッセは野村と2人で相談して野村が文案を練り、その文章を日本と東ドイツの関係機関に送り出国。ヴァイオリニストでもあるウルズラは元々、ゲヴァントハウス・オーケストラにおいてトラとして演奏しており、その頃はゲヴァントハウス・オーケストラの事務局で働いていた。
1976年（昭和51年）、来日したボッセは妻のウルズラと共に、鹿児島短期大学で個人レッスンの講習会を、鹿児島県立鶴丸高等学校で演奏会を開催。「ベルリンへは行った事があるが、外国は初めて」と言うウルズラは、スーパーマーケットに並ぶ品物の多さにも驚く。その際、ボッセ夫妻は野村から霧島にも案内され、「さらに鹿児島の音楽文化を発展させたい」という野村の思いを受けたボッセは、涼しく風光明媚な霧島が気に入った事もあり、霧島の豊かな自然の中で毎年自らが、志があっても財政的理由等で留学できない学生のために、優れた音楽家の講師を招いて実技指導と演奏会を行う音楽祭を開催し、同時に人的交流を深める事を提案。講習会は、ゲヴァントハウス弦楽四重奏団として3度目の日本ツアーを行った1977年（昭和52年）にも鹿児島短期大学で実施。
1980年（昭和55年）8月2日、霧島に当時あった霧島高原ユースホステルにおいて霧島国際音楽祭を開催。ボッセとウィーン・フィルハーモニー管弦楽団団員のチェリストであるアーダルベルト・スコチッチの2人は、数回の来日で鹿児島の音楽家とは顔なじみとなり、すっかり鹿児島のファンとなっており、7月に日本各地で独奏会を行った後、この音楽祭に参加。ボッセは音楽監督に就任。日本中から音楽家を目指す若者が集まった講習会において、スコチッチやウルズラと共に演奏家こと講師として参加。演奏会場として万全とは言えない不自由な設備の状況下で、昼間は講習会、夜は地域住民も集まってのコンサートを実施。8日まで行われ、10日には鹿児島県文化センターで行われた「霧島国際音楽祭記念 ボッセ、スコチッチと室内楽の夕べ」で幕を閉じる。妻のウルズラ・ボッセは、演奏会後にドイツ料理を振る舞って地元の人々と交流し、現在の霧島国際音楽祭におけるビュッフェパーティーの基礎を築き、ヴァイオリニストとして金の無い学生に無料でレッスンを行うなど、その後も霧島国際音楽祭に貢献。
その後も日本を訪れ、毎年指導にあたる。野村の危惧していた通り、霧島国際音楽祭は第1回から大きな赤字が発生し、野村の協力者は皆、手を引く結果となり、なお私財を投じ続ける野村の窮状を察したボッセは、「もう止めようか」と野村に言った事もあった。第4回の1983年（昭和58年）からは、初対面であった通訳の菅野美智子を伴って音楽家育成に貢献するなど、霧島国際音楽祭のために尽力。やがて、ボッセはどこのオーケストラで客演しても、霧島国際音楽祭のかつての受講生がいるまでになり、ボッセの名は次第に日本各地に広まり、ヴァイオリニスト、数々のオーケストラの客演指揮者として求められるようになる。以降も「霧島国際音楽祭を室内楽の柱とし、鹿児島県のために」というボッセの理念は変わらなかった。
1990年代初頭には、アーティキュレーションの大切さを論じたニコラウス・アーノンクールの著作を「これは良い本だから是非読みなさい」と、霧島国際音楽祭の受講生に勧めていた。
ボッセら音楽家は「とにかくこの地に音楽ホールが欲しい」と事あるごとに訴え、住民らの熱意もあり1994年（平成6年）には霧島国際音楽ホールこと「みやまコンセール」が完成。芸術・文化団体や工事関係者ら県内外から招待された約500人の開館記念式典では、このホールのために鹿児島短期大学講師の久保禎が作曲した献堂曲「霧島」を、ボッセによる指揮の下、鹿児島県内の有志45人で編成した同ホール開館記念オーケストラが、主ホールで演奏。式の後の祝賀会では、地元の主婦を中心にしたボランティアグループが作った料理も食した。
2001年（平成13年）には、霧島国際音楽祭の名誉音楽監督となり、音楽監督には堤剛が就任。2009年（平成21年）、ボッセは大腸癌により次第に体調が悪化した事で、霧島国際音楽祭への関与を辞めたいと野村に漏らすが、完全に辞めるのでなく春や秋など季節の良いときに行けばどうかと引き止められる。
ボッセは「自分が死んだら墓は作らず霧島に散骨して欲しい」と言い残す。ボッセの没後、その思いを酌み鹿児島市、牧園町、霧島町の霧島国際音楽祭友の会3団体が中心となり募金を呼び掛け、音楽祭に参加した音楽家らも協力し、みやまコンセール敷地内の霧島山が見える丘に、高さ約90センチメートル、横幅約120センチメートルあるボッセの記念碑が建てられる。2012年（平成24年）7月29日に除幕式が行われ、妻の美智子、娘、鹿児島県知事らが出席した。
生前、ボッセは「参加した受講生から世界の名だたるコンクールに入賞し、各国のオーケストラに入団した人も少なくない」「国内外のオーケストラで『以前、霧島で学びました』と声をかけてくれる人が多いことは創設者として何よりの喜び」「受講生同士が刺激し合い、音楽家としての資質を備えていくという状況が今後も続いて欲しいと願っている」と語っている

## 受賞歴
- 1962年 ドイツ民主共和国国家賞（ドイツ語: Nationalpreis der DDR）[注釈 13]
- 1972年 ライプツィヒ市アルトゥール・ニキシュ賞（ドイツ語: Arthur-Nikisch-Preis）[3]
- 1972年 愛国功労勲章 銅章
- 1974年 愛国功労勲章 金章
- 1980年 ライプツィヒ市芸術賞（ドイツ語: Kunstpreis der Stadt Leipzig）
- 1986年 ドイツ民主共和国国家賞 2等
- 1997年 鹿児島県民表彰[9][注釈 14]
- 1998年 ドイツ連邦共和国功労勲章一等功労十字章[3][9]
- 2004年 南日本文化賞[注釈 15]
- 2005年 神戸市文化賞[3]
- 2007年 音楽クリティック・クラブ特別賞
- 2008年 エリクソンモービル音楽賞 洋楽部門本賞[3]

## 関連書籍
- 菅野美智子 『雨の歌 ゲルハルト・ボッセ、その肖像のための十八のデッサン』（2019年1月25日、アルテス パブリッシング）ISBN 978-4-86559-196-5